# Дейвид Томас
Дейвид Томас (на английски: David Thomas) е английски журналист и писател на бестселъри в жанра трилър. Пише под псевдонима Том Кейн (на английски: Tom Cain).

## Биография и творчество
Дейвид Уилям Томас Пенроуз е роден на 17 януари 1959 г. в Москва, СССР. Баща му е дипломат. През първите няколко години от живота си той живее в Москва, а след това в щата Вашингтон и Хавана, Куба.
Завършва Кеймбриджкия университет със специалност по философия и история на изкуството.
В продължение на 25 години като журналист за вестниците на Флийт Стрийт, като „Пънч“, „Дейли Мейл“ и „Мейл он Съндей“, и за големите списания във Великобритания и САЩ. Първоначално работи като разследващ журналист, за което получава няколко награди. В периода 1989-1992 г. е редактор на британското сатирично списание „Пънч“.
През 2007 г. публикува първия си трилър „Специалист по злополуките“ от поредицата „Самюъл Карвър“ под псевдонима Том Кейн.

## Произведения

### Като Дейвид Томас

#### Самостоятелни романи
- Blood Relative (2011)
- Ostland (2013)

### Като Том Кейн

#### Серия „Самюъл Карвър“ (Samuel Carver)
1. The Accident Man (2007)
Специалист по злополуките, изд.: ИК „Бард“, София (2008), прев. Асен Георгиев
2. The Survivor (2008) – издаден и като „No Survivors“
Оцеляващият, изд.: ИК „Бард“, София (2010), прев. Асен Георгиев
3. Assassin (2009)
4. Dictator (2010)
5. Carver (2011)
6. Revenger (2012)

#### Серия „Хектор Крос“ (Hector Cross) – с Уилбър Смит
3. Predator (2016)